# Schlacht am Warthebogen
In der Schlacht am Warthebogen kämpfte im Juli 1331 ein Deutschordensheer gegen ein polnisches Aufgebot.

## Schlacht
Der Deutsche Orden hatte sich mit Johann von Böhmen gegen den polnischen König Władysław I. Ellenlang verbündet. Ein gemeinsamer Angriff auf das Königreich Polen war für den Herbst 1331 geplant. Bereits im Sommer 1331 drang das Ordensheer in Großpolen ein, um den polnischen Königssohn Kasimir, der sich in Pyzdry aufhielt, gefangen zu nehmen. Nach der Schlacht bei Pyzdry zogen sich die polnischen Einheiten zurück und das Ordensheer marschierte Westwärts Richtung Posen bzw. Śrem und nahm unter anderem Środa Wielkopolska und Kostrzyn. Am Bogen des Flusses Warthe versperrte ein polnisches Aufgebot den Ordensrittern den Weg. Die polnischen Verteidiger befestigten die Landbrücken zwischen den Seen Jezioro Raczyńskie, Jezioro Bnińskie, Jezioro Kórnickie und Skrzynki Duże. Der Verteidigungswall zog sich von dem Fluss über die Seen bis nach Kórnik und weiter nach Posen. Die Ordensritter eroberten Winna und Bnin, konnten jedoch den Wall nicht durchbrechen. Bei Zaniemyśl wurden sie zurückgeschlagen. Die Ordensritter zogen sich daraufhin zurück. Im September des Jahres belagerten sie dagegen erfolgreich Kalisz.